# Lithobius minor
Lithobius minor är en mångfotingart som först beskrevs av Masatoshi Takakuwa 1942.  Lithobius minor ingår i släktet Lithobius och familjen stenkrypare.
Artens utbredningsområde är Taiwan. Inga underarter finns listade i Catalogue of Life.